# Nędznicy (miniserial 2000)
Nędznicy – czteroodcinkowy miniserial produkcji francusko-włosko-niemiecko-amerykańsko-hiszpańskiej będący ekranizacją powieści Victora Hugo, wyprodukowany w 2000 roku.
Zdjęcia kręcono we Francji (Rouen, Pont-l'Évêque, Glos-sur-Risle, La Chapelle-Gauthier, zamek Vaux-le-Vicomte) i w Czechach (Praga).

## Fabuła
Panorama społeczno-historyczna Francji 1 połowy XIX wieku. Historia życia galernika (skazanego na za kradzież kromki chleba) Jeana Valjeana oraz ścigającego go policjanta - inspektora Javerta. Po blisko 20 latach spędzonych w więzieniu Jean Valjean odzyskuje wolność. Postanawia żyć uczciwie i zgodnie z prawem, zostaje pod zmienionym nazwiskiem szanowanym biznesmenem i merem małego miasteczka na północy Francji.
Javert, uważa, że galernik resztę życia powinien spędzić w odosobnieniu - bowiem w chwili przemiany duchowej Valjean mimowolnie dokonał przestępstwa i stał się recydywistą (co spowodowało, że jako recydywista podlegał karze dożywocia). Denuncjuje mera, później ściga go zajadle przekonany o słuszności swojej misji.
Serial w pełnej sześciogodzinnej wersji oddaje wiernie wszystkie wątki powieści: wychowywanej przez Valjeana sieroty Kozety, jej matki Fantyny, studenta Mariusza Pontmercy i wydarzenia rewolucji republikanów roku 1832. W wersji anglojęzycznej serial został skrócony do wersji trzygodzinnej.
Odstępstwa od powieści są stosunkowo nieznaczne. Gavroche jest w tym samym wieku gdy Cosette ma 6 lat, jak i wtedy gdy ma 18 lat. Jean Valjean nie stoi na czele fabryki dżetów ale odzieży. Fantyna i Cosette w powieści są blondynkami, inaczej niż w filmie.

## Główne role
- Gérard Depardieu - Jean Valjean
- John Malkovich - Javert (głos w wersji francuskiej: Edgar Givry)
- Charlotte Gainsbourg - Fantyna
- Léopoldine Serre - Kozeta (jako dziecko)
- Virginie Ledoyen - Kozeta
- Enrico Lo Verso - Mariusz Pontmercy
- Michel Duchaussoy - Gillenormand
- Jérôme Hardelay - Gavroche
- Christian Clavier - Thénardier
- Veronica Ferres - Madame Thénardier
- Asia Argento - Éponine Thénardier
- Sophie Milleron - Anzelma Thénardier
- Steffen Wink - Enjolras
- Artus de Penguern - Chabouillet
- Vadim Glowna - Fauchelevent
- Jeanne Moreau - Mère Innocente
- Giovanna Mezzogiorno - Soeur Simplice